# Translativ
Translativ je pád označující změnu stavu podstatného jména, do češtiny tedy přeložitelný spojením typu stávající se X nebo změněný za X a podobně.
Ve finštině translativ tvoří protiklad essivu (essiv vyjadřuje dočasný stav). Užívá se ve spojeních typu „v (jazyce)“ (englanniksi – anglicky) nebo „za daných okolností to je“ a tvoří se koncovkou -ksi. Může také znamenat výčet („za kolikáté?“) nebo k označení času („na jakou dobu?“).